# 乙訓村
乙訓村（おとくにむら）は、京都府乙訓郡にあった村。現在の長岡京市の北部にあたる。

## 地理
- 河川：小畑川

## 歴史
- 1889年（明治22年）4月1日 - 町村制の施行により、長法寺村・粟生村・今里村・井ノ内村の区域をもって発足。
- 1949年（昭和24年）10月1日 - 新神足村・海印寺村と合併して長岡町が発足。同日乙訓村廃止。

## 交通

### 鉄道路線
旧村域を京阪神急行電鉄（現・阪急電鉄）の京都本線が通過するが、駅は所在しなかった。